# ISO 3166-2:MK
Kódy ISO 3166-2 pro Severní Makedonii identifikují 80 obcí - opštin (stav v březnu 2020). 

## Seznam obcí
```
MK-101 Veles 
MK-102 Gradsko  
MK-103 Demir Kapija
MK-104 Kavadarci 
MK-105 Lozovo 
MK-106 Negotino 
MK-107 Rosoman 
MK-108 Sveti Nikole 
MK-109 Čaška 
MK-201 Berovo 
MK-202 Vinica 
MK-203 Delčevo 
MK-204 Zrnovci
MK-205 Karbinci 
MK-206 Kočani 
MK-207 Makedonska Kamenica 
MK-208 Pehčevo 
MK-209 Probištip 
MK-210 Češinovo-Obleševo 
MK-211 Štip 
MK-301 Vevčani 
MK-303 Debar 
MK-304 Debarca 
MK-307 Kičevo 
MK-308 Makedonski Brod 
MK-310 Ohrid 
MK-311 Plasnica 
MK-312 Struga 
MK-313 Centar Župa 
MK-401 Bogdanci 
MK-402 Bosilovo 
MK-403 Valandovo 
MK-404 Vasilevo 
MK-405 Gevgelija
MK-406 Dojran 
MK-407 Konče
MK-408 Novo Selo 
MK-409 Radoviš 
MK-410 Strumica 
MK-501 Bitola 
MK-502 Demir Hisar 
MK-503 Dolneni 
MK-504 Krivogaštani 
MK-505 Kruševo 
MK-506 Mogila 
MK-507 Novaci 
MK-508 Prilep 
MK-509 Resen 
MK-601 Bogovinje
MK-602 Brvenica 
MK-603 Vrapčište 
MK-604 Gostivar 
MK-605 Želino
MK-606 Jegunovce 
MK-607 Mavrovo i Rostuša
MK-608 Tearce 
MK-609 Tetovo 
MK-701 Kratovo 
MK-702 Kriva Palanka 
MK-703 Kumanovo 
MK-704 Lipkovo 
MK-705 Rankovce 
MK-706 Staro Nagoričane 
MK-801 Aerodrom
MK-802 Aračinovo 
MK-803 Butel
MK-804 Gazi Baba
MK-805 Gjorče Petrov
MK-806 Zelenikovo 
MK-807 Ilinden 
MK-808 Karpoš
MK-809 Kisela Voda
MK-810 Petrovec 
MK-811 Saraj
MK-812 Sopište 
MK-813 Studeničani 
MK-814 Centar
MK-815 Čair 
MK-816 Čučer Sandevo 
MK-817 Šuto Orizari
```